# Callevopsis
Callevopsis is een geslacht van spinnen uit de  familie van de Macrobunidae. 

## Soort
- Callevopsis striata Tullgren, 1902